# No Direction Home
No Direction Home – film dokumentalny w reżyserii Martina Scorsese o karierze amerykańskiego piosenkarza i autora tekstów Boba Dylana. 

## Fabuła
Film opowiada o wpływie Dylana (początkowo jako artysty folkowego, następnie rockowego) na amerykańską muzykę popularną i kulturę. Dokument skupia się na okresie od przybycia Dylana do Nowego Jorku w styczniu 1961 roku do wypadku motocyklowego artysty w lipcu 1966 roku, po którym zaniechał koncertowania. 
Tytuł filmu nawiązuje do tekstu piosenki Like a Rolling Stone z albumu Highway 61 Revisited.
Po raz pierwszy film został wyemitowany na antenie amerykańskiej PBS i brytyjskiej BBC Two 26-27 września 2005 roku. W tym samym miesiącu pojawiła się wersja DVD dokumentu. Prace nad filmem rozpoczęły się w 1995, kiedy menadżer Dylana, Jeff Rosen, rozpoczął serię wywiadów z przyjaciółmi i współpracownikami artysty. Zgromadzony materiał był tak obszerny, że do pracy nad jego edycją zaproszono w 2001 roku Martina Scorsese.